# A Little Respect
Singles de Erasure
Chains of Love
(1988) Stop!
(1988)
Clip vidéo
[vidéo] « A Little Respect », sur YouTube
A Little Respect est une chanson du duo britannique Erasure extraite de leur troisième album studio, intitulé The Innocents et sorti (au Royaume-Uni) le 18 avril 1988.
Le 19 septembre 1988, cinq mois après la sortie de l'album, la chanson a été publiée en single. C'était le troisième et dernier single de cet album (après Ship of Fools et Chains of Love).
Le single a débuté à la 19e place du classement des ventes de singles britannique dans la semaine du 25 septembre au 1re octobre 1988 et a atteint sa meilleure position à la 4e place trois semaines plus tard (dans la semaine du 16 au 22 octobre).